# Dactylopisthes mirificus
Dactylopisthes mirificus är en spindelart som först beskrevs av C.Constantin Georgescu 1976.  Dactylopisthes mirificus ingår i släktet Dactylopisthes och familjen täckvävarspindlar. Inga underarter finns listade i Catalogue of Life.